# Vejano
Vejano település Olaszországban, Viterbo megyében. Lakosainak száma 2143 fő (2023. január 1.). Vejano Barbarano Romano, Bassano Romano, Blera, Canale Monterano, Capranica, Oriolo Romano és Tolfa községekkel határos.

## Népesség
A település népessége az elmúlt években az alábbi módon változott:
| Lakosok száma | 2243 | 2239 | 2143 |
|               | 2017 | 2018 | 2023 |